# Camille Saint-Saëns

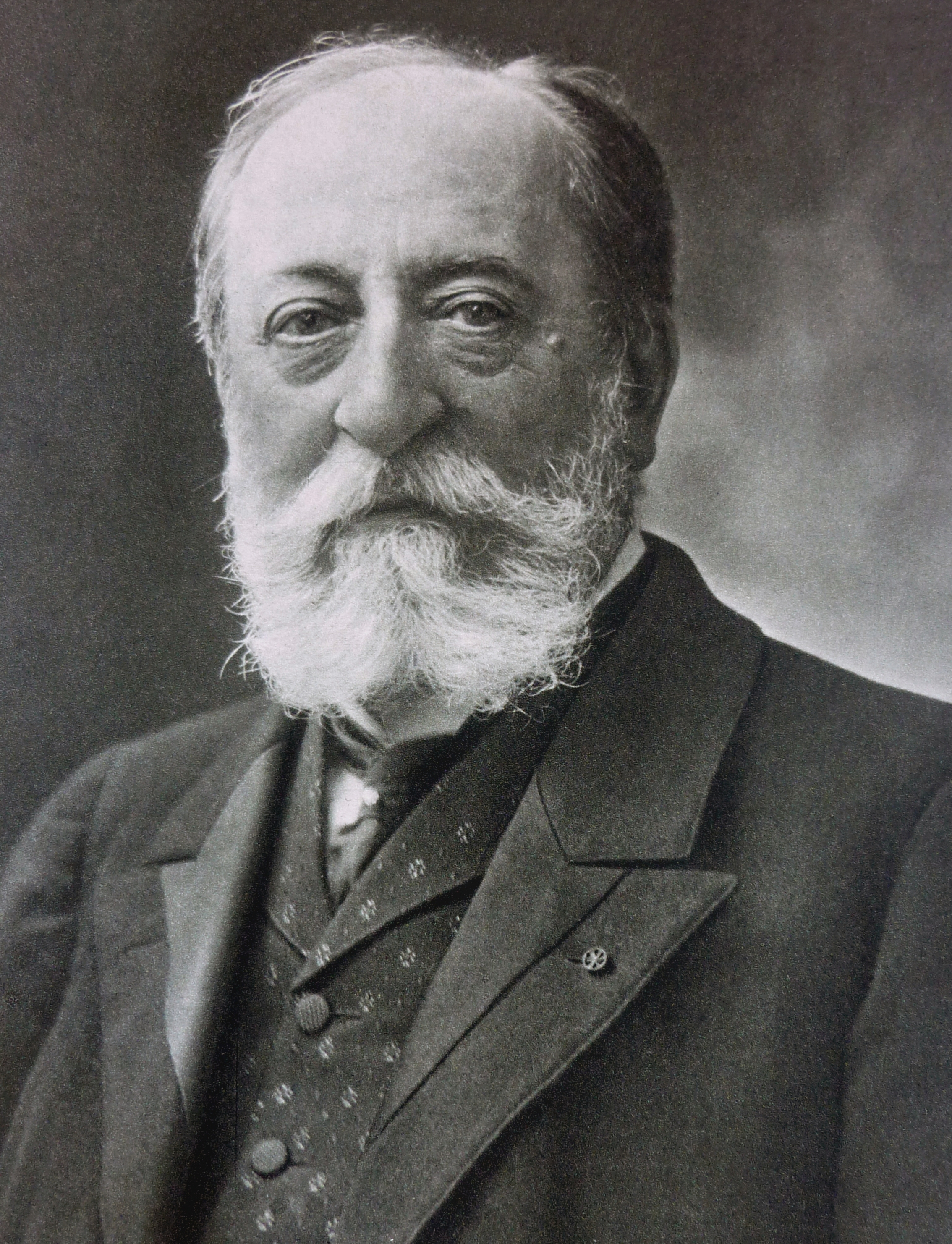
Camille Saint-Saëns (ca. 1895)

Charles Camille Saint-Saëns [ʃaʁl kamij sɛ̃sɑ̃ː(s)] ⓘ (* 9. Oktober 1835 in Paris; † 16. Dezember 1921 in Algier) war ein französischer Pianist, Dirigent, Organist, Musikwissenschaftler, Musikpädagoge und Komponist der Romantik. Er wurde vor allem durch seine „große zoologische Fantasie“ Karneval der Tiere und die Oper Samson et Dalila bekannt.

## Leben

### Ausbildung

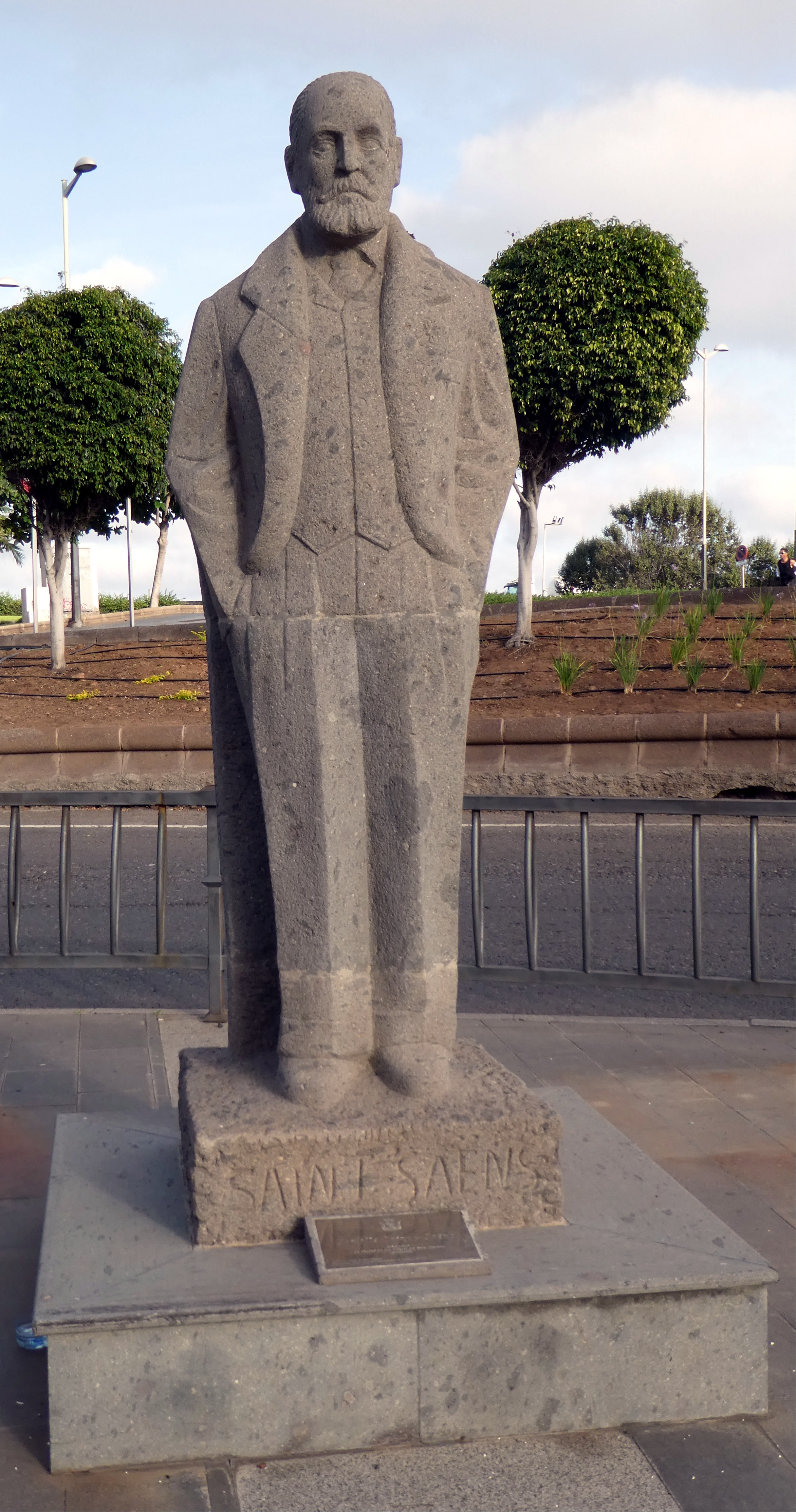
Denkmal in Las Palmas auf Gran Canaria

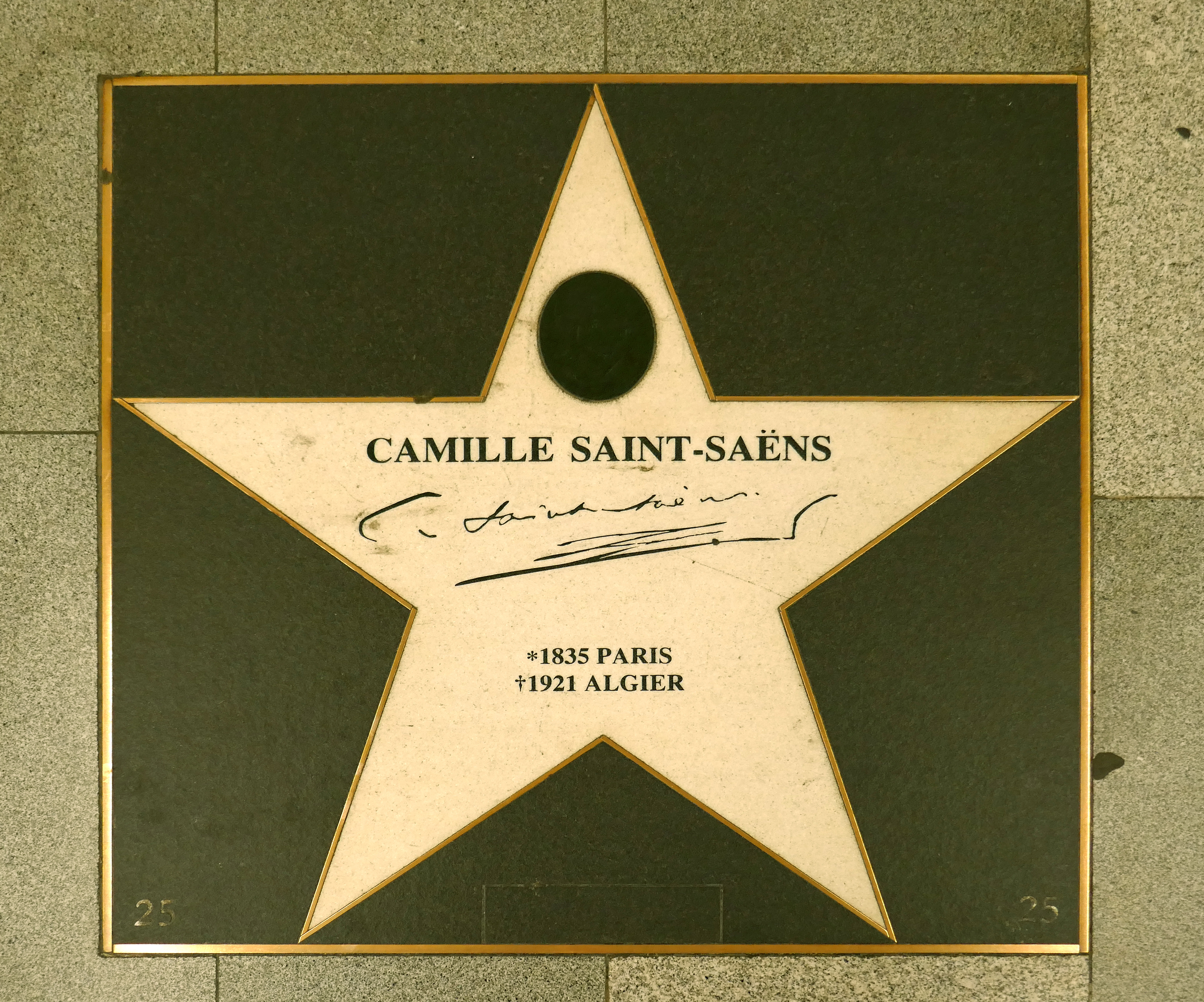
Musikmeile (Walk of Fame) Wien

Camille Saint-Saëns’ musikalisches Talent wurde schon früh von seiner Mutter und seiner Großtante gefördert. Mit drei Jahren lernte er lesen, im Alter von sechs Jahren schrieb er erste Kompositionen, mit elf Jahren gab er 1846 sein erstes öffentliches Konzert in der Salle Pleyel in Paris. Von manchen Zeitgenossen wurde er als neuer Mozart gehandelt. 
Mit 16 war er bereits Student am Pariser Konservatorium, mit 15 Jahren hatte er zuvor schon die Sinfonie A-Dur komponiert.
Am Pariser Konservatorium studierte er Klavier bei Camille Stamaty, Orgel bei François Benoist und Komposition bei Fromental Halévy. 1852 wurde er Organist von Saint-Séverin in Paris. In diesem Jahr lernte er Franz Liszt kennen, der auch musikalisch einen nachhaltigen Einfluss auf ihn ausüben sollte.

### Frühwerk
Sein musikalisches Debüt als Komponist hatte Saint-Saëns 1853, als seine erste Sinfonie aufgeführt wurde, und 1857 mit seiner zweiten, die von der Kritik positiv aufgenommen wurden.
Ab 1854 arbeitete er als Organist in der Église Saint-Merri. 1858 wechselte er an die Madeleine-Kirche; eine Position, die er 1877  aufgab, um sich ganz der Komposition zu widmen. Die Anstellung in der Kirche La Madeleine forderte vom jungen Saint-Saëns regelmäßige Kompositionen für die zahlreichen Anlässe im Kirchenjahr. Aus dieser besonders produktiven Schaffensphase stammen neben zahlreichen kleineren religiösen Werken auch die ersten zwei Violinkonzerte und die Symphonie No. 2 in a-Moll.  Im Dezember 1858, also im Alter von 23 Jahren, schrieb Camille Saint-Saëns in gerade einmal 12 Tagen sein Oratorio de Noël und brachte es am 25. Dezember dieses Jahres in La Madeleine zur Uraufführung.
Von 1861 bis 1865 lehrte Saint-Saëns an der École Niedermeyer de Paris Klavier, wo auch Gabriel Fauré zu seinen Schülern gehörte.
1865 entstand die Oper Le Timbre d’Argent, die ebenso wie Étienne Marcel wenig erfolgreich war. 1872 komponierte er die heute nahezu unbekannte Oper Die Gelbe Prinzessin. 1868–1877 entstand die Oper Samson et Dalila, die 1877 in Weimar uraufgeführt wurde. Die französische Erstaufführung fand 1890 in Rouen statt, und in Paris wurde die Oper 1892 erstmals aufgeführt.
Wesentlich mehr Erfolg als mit seinen Opern hatte Saint-Saëns mit seinen sinfonischen Dichtungen Le Rouet d’Omphale (1872), Phaéton (1873), Danse macabre (1875), in dem er das Xylophon in die sinfonische Musik einführte, und La Jeunesse d’Hercule (1877).
Nach dem Deutsch-Französischen Krieg machte er sich 1871 für eine nationale französische Musik stark und gründete gemeinsam mit César Franck die Société Nationale de Musique. In der Folgezeit unternahm er zahlreiche Kunstreisen und wirkte nicht nur als Komponist und Pianist, sondern auch durch Aufsätze zu musikalischen Themen.

### Spätwerk

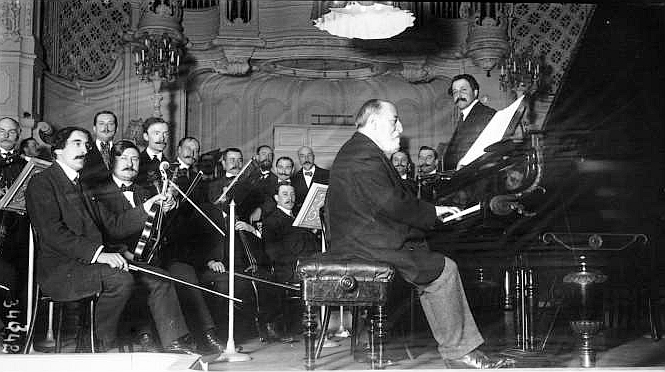
Camille Saint-Saëns am Flügel (1913 in Paris)

Lange Junggeselle geblieben, heiratete er 1875 mit 40 Jahren die 19-jährige Industriellentochter Marie-Laure Truffot (1855–1950) aus Le Cateau-Cambrésis. Die Ehe verlief unglücklich. Zwei Söhne starben 1878. Saint-Saëns verließ seine Frau 1881 und zog zu seiner Mutter zurück. 1877 erhielt er 100.000 Franc von dem Mäzen Albert Libon, dem er 1878 das Requiem widmete. In den 1880er Jahren galt er als größter Musiker des Landes, wurde 1881 in die Akademie der schönen Künste gewählt und 1884 zum Offizier der Ehrenlegion, 1913 erhielt er das Großkreuz der Ehrenlegion. In den letzten Lebensjahren reiste er viel nach Nordafrika und Amerika; noch mit 80 Jahren machte er eine erfolgreiche USA-Tournee. Er bekämpfte Einflüsse der deutschen Musik auf die französische und besonders den Kult um Richard Wagner und Arnold Schönberg. Mit 86 Jahren spielte er im Kasino von Dieppe zum 75-jährigen Bühnenjubiläum als Pianist.
Trotzdem verblasste sein Ruhm in Frankreich, wo er als altmodisch galt. Obwohl er sich für eine progressive französische Sinfonik eingesetzt hatte, blieb seine Musik eher konservativ. Eine große Ausnahme stellt sein Spätwerk Le Carnaval des Animaux (Karneval der Tiere) von 1886 dar, das sich durch seinen deskriptiven Charakter von der zeitgenössischen Musik abhob. 1908 komponierte er zum ersten Mal eine spezielle Filmmusik für den Film Die Ermordung des Herzogs von Guise.
Zu seinen berühmten Kompositionen zählt auch die Sinfonie Nr. 3 in c-Moll, die Orgelsinfonie, die weltweit Anklang fand und das Dies irae zum Grundthema hat. Das signifikante Maestoso des Werks inspirierte das Duo Scott Fitzgerald und Yvonne Keeley zu der Reggae-Adaption If I Had Words, die 1978 zu einem Charterfolg wurde. Auch einige der Klavierkonzerte (insbesondere das zweite, vierte und fünfte) gehören auch heute noch zu seinen bekannteren Schöpfungen, sein 1. Cellokonzert in a-Moll gilt als Pflichtstück eines jeden Cellosolisten.
Seine Instrumentation ist gelegentlich von eigenartigen, fast experimentellen Klangbildern gekennzeichnet. So schreibt er beispielsweise im Finalsatz der genannten Orgelsinfonie einen Klavierpart zu vier Händen vor, in seinem Klavierquintett verlangt er ebenso im Finalsatz den Einsatz eines Kontrabasses.
Er starb 1921 auf einer Reise in Algier. Sein Leichnam wurde nach Paris übergeführt und dort auf dem Friedhof Montparnasse beigesetzt.

## Übersicht seiner Werke

### Werke für Klavier
Werke für Klavier solo
- 6 Bagatellen op. 3
- Mazurka Nr. 1 g-moll op. 21
- Gavotte op. 23 (1871)
- Mazurka Nr. 2 g-moll op. 24
- Allegro op. 29
- 6 Etüden op. 52
- Menuett und Walzer op. 56
- Une nuit à Lisbonne, op. 63
- Mazurka Nr. 3 b-moll, op. 66
- Allegro appassionato, op. 70
- Album für Klavier, op. 72
- Rhapsodie d’Auvergne, Fassung für Klavier solo, op. 73
- Souvenir d’Italie, op. 80
- Les Cloches du soir, op. 85
- Valse canariote in a-moll, op. 88
- Africa, Fassung für Klavier solo, op. 89
- Suite in F-Dur für Klavier, op. 90
- Thème varié, op. 97 (1894)
- Souvenir d’Ismaïlia, op. 100 (1895)
- Valse mignonne, op. 104 (1896)
- Valse nonchalante B-Dur, op. 110 (1898)
- 6 Etüden op. 111 (1899)
- Valse langoureuse, op. 120 (1903)
- Sur les bords du Nil, Fassung für Klavier solo, op. 125
- Valse gaie, op.139 (1912)
- Marche interaliée, op. 155
- 6 Fugen, op. 161
- Feuillet d’album, op. 169 (1921)

Werke für Klavier linke Hand
- 6 Etüden, op. 135

Werke für Klavier zu vier Händen
- Duettino, op. 11
- Feuillet d’album, op. 81
- Pas redoublé, op. 86
- Berceuse E-Dur, op. 105
- Vers la victoire, Pas redoublé, Fassung für Klavier zu vier Händen, op. 152 (1918)
- Marche interalliée, Fassung für Klavier zu vier Händen, op. 155

Werke für zwei Klaviere
- Marche héroïque, op. 34
- Beethoven-Variationen, op. 35
- König Harald Harfagar, op. 59
- Minuet et Gavotte, op. 65
- Polonaise für 2 Klaviere, op. 77
- Scherzo für 2 Klaviere, op. 87
- Caprice Arabe, op. 96
- Caprice héroique, op. 106
- Sur les bords du Nil, op. 125

Werke für Klavier und Orchester
- Klavierkonzert Nr. 1 D-Dur op. 17 (1858)
- Klavierkonzert Nr. 2 g-Moll op. 22 (1868)
- Klavierkonzert Nr. 3 Es-Dur op. 29 (1869)
- Klavierkonzert Nr. 4 c-Moll op. 44 (1875)
- Klavierkonzert Nr. 5 F-Dur op. 103 „Ägyptisches Konzert“ (1896)

Andere Werke für Klavier und Orchester
- Allegro appassionato, op. 70
- Rhapsodie d’Auvergne, op. 73
- Weddingcake, Caprice Valse in As-Dur, op. 76 (nur Streichorchester)
- Africa, op. 89

### Werke für Orgel
Werke für Orgel solo
- Rhapsodien auf bretonische Melodien, op. 7
- Bénédiction Nuptiale, op. 9
- Elévation ou Communion, op. 13 (1859)
- 3 Préludes et Fugues, op. 99
- 1. Fantasie für Orgel Es-Dur (ohne Opuszahl)
- 2. Fantasie für Orgel Des-Dur, op. 101
- Marche religieuse F-Dur, op. 107
- Trois préludes et Fugues, op. 109
- 7 Improvisationen, op. 150 (1916–1917)
- 3. Fantasie für Orgel C-Dur, op. 157 (1919)

Werk für Orgel oder Harmonium
- Neuf Pièces pour Orgue ou Harmonium (L’Organiste 1912)

Werk für Harmonium
- 3 Morceaux pour Harmonium, op.1 (1852)
  - 1. Méditation
  - 2. Barcarolle
  - 3. Prière

Werk für Harmonium und Klavier
- 6 Duos für Harmonium und Klavier, op. 8

### Werke für Violine
Violinsonaten
- Violinsonate Nr. 1 d-Moll, op. 75
- Violinsonate Nr. 2 Es-Dur, op. 102

Andere Werke für Violine und Klavier
- Berceuse, op. 38 (1871)
- Triptyque op. 136
- Élégie, op. 143 (1915). Henry Heyman gewidmet
- Élégie, op. 160 (1919)

Violinkonzerte
- Violinkonzert Nr. 1 A-Dur, op. 20 (1859)
- Violinkonzert Nr. 2 C-Dur, op. 58 (1858)
- Violinkonzert Nr. 3 h-Moll, op. 61 (1880)

Andere Werke für Violine und Orchester
- Introduction et Rondo capriccioso, op. 28
- Romanze C-Dur, op. 48
- Romanze, op. 51 (1874)
- Morceau de concert, op. 62
- Havanaise, op. 83 (1887)
- Sarabande Nr. 1 E-Dur, op. 93
- Caprice andalou, op. 122 (1904)

### Werke für Violoncello
Werke für Cello und Klavier
- Cellosonate Nr. 1 c-Moll, op. 32 (1872)
- Allegro appassionato, op. 43 (1876)
- Chant saphique, op. 91 (1887)
- Cellosonate Nr. 2 F-Dur, op. 123 (1905)
- Souvenirs (1895)
- Der Schwan (aus Karneval der Tiere)

Werke für Cello und Orchester
- Suite für Cello und Orchester, op. 16 (1863)[8]
- Romanze für Cello (oder Horn) und Orchester, op. 36
- Konzert für Violoncello Nr. 1 a-Moll, op. 33 (1872)
- Konzert für Violoncello Nr. 2 d-Moll, op. 119

### Werke für andere Soloinstrumente
Werke für Flöte und Orchester
- Romanze Des-Dur, op. 37
- Odelette D-Dur, op. 162

Werke für Horn und Klavier
- Romanze für Horn und Klavier, op. 67

Werke für Horn und Orchester
- Romanze F-Dur, op. 36
- Morceau de concert, op. 94

Sonstige solistisch besetzte Werke
- Tarantelle für Flöte, Klarinette und Orchester, op. 6 (Orchesterfassung, 1879)
- Fantaisie für Harfe a-moll, op. 95
- Cavatine für Tenorposaune und Klavier, op. 144
- Morceau de concert für Harfe und Orchester G-Dur, op. 154 (1918)
- Cyprès et Lauriers für Orgel und Orchester, op. 156 (1919)
- Prière [Gebet] für Violoncello und Orgel, op. 158 (1919)
- Sonate für Oboe und Klavier D-Dur, op. 166 (1921)
- Sonate für Klarinette und Klavier Es-Dur, op. 167 (1921)
- Sonate für Fagott und Klavier G-Dur, op. 168 (1921)

Lieder
- Mélodies persanes, op. 26. Liederzyklus mit sechs Liedern
- La Coccinelle (Text: Victor Hugo; gewidmet dem Tenor Victor Capoul)
- La Cendre rouge, Dix poèmes lyriques, op. 146. (Text: Georges Docquois, 1914)
- Hymne à la paix für hohe Stimme und Klavier, op. 60. (Text: J. L. Faure, 1919)

Kantaten
- Les Noces de Prométhée, op. 19. Weltliche Kantate
- La Lyre et la harpe, op.57. Kantate
- La Gloire de Corneille Kantate für Solisten, Chor und Orchester, op. 126. (Text: Sébastien-Charles Leconte und Pierre Corneille, 1906)

Werke für Gesang und Orchester
- La Fiancée du timbalier für Mezzosopran und Orchester, op. 82. (Text: Victor Hugo, 1887)
- Pallas Athéné für Sopran und Orchester, op. 97
- Lola für Sopran und Orchester, op. 116. (Text: Stéphan Bordèse, 1900)
- La Nuit für Sopran, Frauenchor und Orchester, op. 114. (Text: Georges Audigier, 1900)
- Le Feu céleste Sprecher, Sopran, Chor, Orchester und Orgel, op.115. (Text: Paul-Armand Silvestre, 1900)

Chorwerke
- Les Soldats de Gédéon für zwei Männerchöre, op.46. (Text: Louis Gallet, 1876)

- L’Art d’être grand-père, 2 Choeurs, Op 52
  - Nr. 1 Chanson de grand-père
  - Nr. 2 Chanson d’ancêtre

- Deux chœurs op. 68
  - Nr. 1 Dieu! qu’il la fait bon regarder!
  - Nr. 2 Les fleurs et les arbres
- Saltarelle für Männerchor, op. 74. (Text: Émile Deschamps, 1885)
- Les Luerriers für Männerchor, op. 84. (Text: Georges Audigier, 1888)
- Chants d'automne für Männerchor, op. 113. (Text: S. Sicard, 1898)
- À la France für Männerchor und gemischten Chor ad libitum, op. 121. (Text: Jules Combarieu; 1903)
- Le Matin für Männerchor a cappella, op. 129. (Text: Alphonse de Lamartine, 1908)
- Aux aviateurs für Männerchor, op. 134. (Text: Jean Bonnerot, 1912)
- Aux mineurs für Männerchor, op. 135. (Text: Jean Bonnerot, 1912)
- Hymne au printemps für Männerchor, op. 138. (Text: Jean Bonnerot, 1912)
- Deux chœurs, op.141 (1913)
  - Nr. 1 Des pas dans l’allée: Madrigal (Text: Maurice Boukay)
  - Nr. 2 Trinquons: Chanson à boire (Text: Pierre-Jean de Béranger)
- Hymne au travail für Männerchor, op. 142. (Text: Jean Bonnerot, 1914)
- Trois chœurs, op.151 (1917)
  - Nr. 1 Chansons des aiguilles (Text: Jean Bonnerot)
  - Nr. 2 Salut au chevalier (Text: Paul Fournier)
  - Nr. 3 Le Sourire (Text: Jean Mirval)
- Marche dédiée aux étudiants d’Alger für 2 Klaviere mit Chor ad libitum, op. 163

Sonstige Vokalwerke
- Scène d’Horace für Sopran (Camille), Bariton (Horace) und Klavier, op. 10. (Text: Pierre Corneille, 1860)
- Romance du soir für Sopran, Alt, Tenor und Bass, op. 118. (Text: Jean-Louis Croze, 1902)
- La Gloire für Tenor, Bariton, gemischten Chor und Klavier, op. 131. (Text: Lucien Augé de Lassus, 1911)
- Le Printemps für Chor, zwei gleiche Stimmen und Klavier, op. 165. (Text: Jean de La Fontaine)
- Aux conquérants de l’air für Chor, zwei gleiche Stimmen und Klavier, op. 164

### Kammermusik
Streichquartette
- Streichquartett Nr. 1 e-moll, op. 112
- Streichquartett Nr. 2, op. 153 (1918)

Klaviertrios, -quartett, -quintett
- Klavierquintett, op. 14
- Klaviertrio Nr. 1 F-Dur, op. 18
- Klavierquartett B-Dur, op. 41
- Klaviertrio Nr. 2 e-moll, op. 92
- Klavierquartett E-Dur

Sonstige Besetzungen
- Tarantelle für Flöte, Klarinette und Klavier, op. 6
- Sérénade Es-Dur für Klavier, Orgel, Violine und Bratsche (oder Cello), op. 15
- Romanze für Violine, Klavier und Harmonium (oder Orgel), op. 27
- Septett Es-Dur für Trompete, zwei Violinen, Bratsche, Cello, Bass und Klavier, op. 65
- Caprice sur des airs danois et russes für Flöte, Oboe, Klarinette und Klavier, op. 79
- Barcarolle für Violine, Violoncello, Harmonium und Klavier, op. 108
- Fantasie für Violine und Harfe, op. 124
- La Muse et le Poète für Violine, Violoncello und Orchester e-moll, op. 132 (1910)
- La Muse et le Poète für Violine, Violoncello und Klavier e-moll, op. 132 (1910)
- Sonate für Klarinette und Klavier Es-Dur, op. 167

### Werke für Orchester
Sinfonien
- Sinfonie A-Dur (1850)
- Sinfonie Nr. 1 Es-Dur, op. 2 (1853)
- Sinfonie F-Dur „Urbs Roma“ (1856)
- Sinfonie Nr. 2 a-Moll, op. 55 (1859)
- Sinfonie Nr. 3 c-Moll, op. 78 „Orgelsinfonie“ (1886)

Sonstige Orchesterwerke
- Le Rouet d’Omphale (Das Spinnrad der Omphale), op. 31 (1872)
- Phaéton, op. 39 (1873)
- Danse macabre, op. 40 (1874)
- Suite op. 49
- La Jeunesse d’Hercule (Die Jugend des Herkules), op. 50 (1877)
- Suite algérienne, op. 60
- Une Nuit à Lisbonne, op. 63
- Jota aragonese, op. 64
- Hymne à Victor Hugo, Orchester, Orgel und Chor in D-Moll, op. 69 (1884)
- Wedding Cake, op. 76
- Sarabande et rigaudon in e-moll, op. 93
- Krönungsmarsch op. 117 für die Krönung Edwards VII. (1902)
- L’Assassinat de duc de Guise, op. 128. (Filmmusik)
- La Muse et le poète, op. 132 (1909)
- Le Carnaval des animaux (Der Karneval der Tiere) (1886)
- Trois Tableaux Symphoniques d’après La Foi, op. 130 (nach der Bühnenmusik s. u.)
- Festouvertüre op. 133
- Ouvertüre zu einer unvollendeten Opéra comique in C-Dur, op. 140

Werk für Blasorchester
- Orient et Occident, op. 25 (1869)
- Sur les bords du Nil, op. 125 (1908)
- Marche interalliée, op. 155 (1918)
- Vers la victoire, Pas redoublé, op. 152 (1918)

### Opern, Ballett und Theater
Opern
- Frédégonde (1895)
- Le Timbre d’Argent (1865)
- La Princesse jaune, op. 30 (1872)
- Samson et Dalila, op. 47 (1877)
- Étienne Marcel (1879)
- Henry VIII (1883)
- Proserpine (1887)
- Phryné (1893)
- Les Barbares (1901)
- Hélène (1903)
- L’Ancêtre (1906)

Ballett
- Javotte (1896)

Bühnenmusik
- Parysatis (1902)
- La Foi – Trois tableaux symphoniques, op. 130.  Bühnenmusik für das Schauspiel von Eugène Brieux (1908)

### Geistliche Werke
- Messe op. 4
- Tantum ergo, op. 5
- Oratorio de Noël, op. 12. (Weihnachtsoratorium, 1858)
- Coeli enarrant, Psalm 17, op. 42
- Le Déluge (Die Flut), Oratorium, op. 45
- Requiem, op. 54
- Laudate Dominum, Psalm 150 für doppelten gemischten Chor, Orgel und Orchester, op. 127 (1908)
- The Promised Land, Oratorium für Solisten, Chor und Orchester (englische Originalfassung), op. 140. (Text: Herman Klein, 1913)
  - Das Gelobte Land, Oratorium (deutsche Fassung), op. 140. (Text: Otto Neitzel, 1914)
  - La Terre promise, Oratorium (französische Fassung), op. 140 (1916)
- Ave Maria für gemischten Chor a cappella, op. 145 (1914)
- Tu es Petrus für Männerchor und Orgel, op. 147 (1914)
- Quam Dilecta für gemischten Chor und Orgel mit Harfe ad libitum, op. 148 (1915)
- Laudate Dominum für gemischten Chor a cappella, op. 149 (1915)

## Film
- Der Karneval der Tiere - Ein Musikstück erzählt (53 Min.), Dokumentarfilm von Holger Preuße und Philipp Quiring, WDR/ARTE 2021[9]
- Saint-Saëns, der Unergründliche (53 Min.), Dokumentarfilm von David Unger, Frankreich, ARTE F, 2021